# Avitta babooni
Avitta babooni là một loài bướm đêm trong họ Noctuidae.